# 군수삭발령
군수삭발령(郡守削髮令)은 대한제국에서 1902년(광무 7년) 8월부터 1910년(융희 4년) 10월까지 대한제국에 존재했던 법령의 하나였다. 제1차, 제2차 단발령(1895, 1900)이 포고되었으나 사대부와 백성들이 단발을 하지 않자, 고종은 1902년부터 군수삭발령을 내려 군수, 참서관, 현령, 이속, 향리들에게 강제적으로 삭발을 감행하였다.
단발령의 최초 시행 과정에서 백성들의 반발을 감안, 관료들의 삭발은 자율에 맡겼으나 삭발하지 않는 관료들이 존재하자, 고종은 광무개혁을 단행하면서 단발령을 다시 실시하였으나, 소용이 없자 당시 내무부대신 이지용 등의 건의를 받아들여 군수삭발령을 강행하였다.  

## 추진 배경
1895년(고종 32년) 고종은 단발을 하면 위생에도 편리하고, 머리 감기에도 좋다는 서양인 외교관과 일본인 외교관의 건의를 듣고 단발을 고심하였다. 그해 10월 내무부대신 유길준 등의 권고로 단발을 감행하고, 태자 순종에게도 단발을 시켰으며, 내무대신 유길준을 시켜 정부 관리들의 단발을 감행하였다. 12월 30일(음력 11월 15일) 내린 단발령을 고종이 솔선수범하여 머리를 깎은 후, 유길준을 시켜 태자의 머리를 깎게 하고, 경성부의 모든 관리와 지방의 관찰사 등도 머리를 깎아 이에 따랐다.
그러나 최익현을 비롯한 유림 거두들의 항의 시위와 상소가 빗발쳤다. 최익현 등 유림 거두들 외에도, 성리학 사상에 젖은 당시 백성들과 사대부들은 신체발부 수지부모 불감훼상을 이유로 항의하였고, 을미사변 당시 정부의 미숙한 대응에 분개, 불만을 품은 지방의 유학자들과 지식인들은 의병을 일으킨다. 내무부대신 유길준은 단발령을 강제로 감행하여 도성에 있던 백성들의 머리를 모두 삭발한다. 그러나 반발이 거세지자 고종은 1896년 1월 단발령을 자율에 맡겼다.
1900년(광무 4년) 고종은 다시 단발령을 강행한다. 을미의병과 같은 조직적인 반발은 덜하였으나 지식인들과 관료들 일부는 단발을 회피하기도 했다. 고종은 광무개혁을 추진하는 과정에서 다시 단발 문제를 꺼낸다. 1902년 8월 군부, 경무청에 소속된 군인, 경찰, 관원 등 제한된 범위의 인물들에게 한하여 그때까지도 단발하지 않은 관료, 군인, 경찰관들에 대해 재차 강제 단발을 명하였다. 그리고 이를 불응하는 자는 파면과 해임 등의 처분을 내렸다. 1902년 10월, 단발령에 불응하던 이도재 등 정부 대신들에게도 역시 이러한 명령이 하달되어 이에 불응하는 사람은 그 머리를 자르게 할 정도로 강경한 입장을 천명하였다. 이어 군수, 참서관, 현령, 이속, 향리들에게 강제적으로 삭발을 감행하였다.

## 삭발령 강행
그러나 지방에서는 단발령 최초 공포 후 10년, 1900년 단발령이 다시 공포된 지 5년이 지난 1905년 무렵까지도 조선 13도의 백성은 물론 당시 제주도 군수이던 정교(鄭喬) 등 많은 관리들이 머리를 깎지 않았다.
1906년(광무 9년) 내무부 대신 이지용(李址鎔) 등은 아예 관리들의 머리를 삭발할 것을 상주하여 고종이 허락하였다. 동시에 삭발에 불응하는 자는 처형시킬 것을 상주하였다. 고종의 재가 직후 내무대신 이지용은 각 도에 명령을 내려 군수, 참서관, 주사(主事) 등 관리들에게 아예 불교 승려처럼 삭발하도록 지시하였다. 이어 삭발령에 불응하는 자는 즉각 파면, 해임 및 투옥도 강행하라고 주문하였다. 그러나 1907년 곡산군수가 된 정교 등은 계속 회피하거나 숨으면서 끝내 삭발을 거부하였다.

## 같이 보기
- 갑오경장
- 을미경장
- 단발령
- 홍범 14조
- 광무개혁
- 고종
- 순종
- 박영효
- 유길준
- 윤치호
- 서재필